# Kurt Guggenheim
Œuvres principales
Alles in Allem
Kurt Guggenheim (né le 14 janvier 1896 à Zurich, mort le 5 décembre 1983 dans la même ville) est un écrivain suisse.

## Biographie
Kurt Guggenheim vient d'une famille de commerçants juive. À la demande de son père Hermann Guggenheim, il apprend le commerce, travaille dans une société d'import de café au Havre puis, après la mort de son père, reprend son entreprise qui disparaît au moment de la Grande Dépression.
Il travaille comme rédacteur, éditeur et libraire jusqu'à ce qu'il se consacre à l'écriture ; il sort son premier roman à 39 ans. Outre des romans, il écrit des pièces de théâtre et des scénarios de films comme Wilder Urlaub, adaptation de son propre roman.
Alors qu'il a une vingtaine d'années, il tombe amoureux d'Eva Hug (qui deviendra la première épouse de l'écrivain Albert J. Welti), mais dont on lui refuse le mariage (probablement l'antisémitisme de la famille Hug). Cet amour sera un sujet de son œuvre. Elle lui fait connaître le travail et la vie de Jean-Henri Fabre à laquelle il s'intéressera. En 1939, il épouse Gertrud Schlozer, une veuve.
Pendant la Première Guerre mondiale, Guggenheim adopte les idées de socialisme religieux du théologien suisse Leonhard Ragaz pour ses idéaux pacifistes et considérés comme objecteur de conscience. Pendant la Seconde Guerre mondiale, il s'engage dans l'Armée suisse dont il avait été exclu à cause de la faillite.
Un autre thème important de son œuvre est son rapport au judaïsme. Le père de Kurt Guggenheim n'est pas pratiquant. Dans les premières décennies du XXe siècle, de nombreux Juifs immigrent de l'Europe de l'Est et ont une pratique différente des Juifs établis de longue date à Zurich, comme la famille Guggenheim.
En 1967, il devient membre de la Deutsche Akademie für Sprache und Dichtung.

## Filmographie
- 1939 : L'Inspecteur Studer
- 1940 : Les Lettres d'amour
- 1940 : Fräulein Huser
- 1941 : Gilberte de Courgenay
- 1941 : Landammann Stauffacher, avec Richard Schweizer
- 1942 : Das Gespensterhaus
- 1943 : Wilder Urlaub

## Source de la traduction
- (de) Cet article est partiellement ou en totalité issu de l’article de Wikipédia en allemand intitulé « Kurt Guggenheim » (voir la liste des auteurs).